# Apache Axis
Apache Axis（アパッチ・アクシス）は、JavaとXML技術に基づいたWebサービスのフレームワークである。Apacheソフトウェア財団によって開発されていたが、2006年を最後に以後リリースは行われておらず、後継プロジェクトであるApache Axis2に取って代わられている。

## 概要
SOAPサーバの実装、Webサービスを生成するためのツール、Webサービスをデプロイ（配備）するためのツールなどから構成されている。
Apache Axis を利用することで、開発者は、相互運用ができる (interoperable)、ネットワーク上に分散した (distributed) アプリケーションソフトウェアを開発することができる。Java向けの実装以外にも、C++向けの実装も存在する。

## 関連技術
- SOAP (プロトコル)
- Webサービス
- UDDI
- Web Services Description Language (WSDL)
- Java Web Services Development Pack (JWSDP)